# Torgrim Castberg

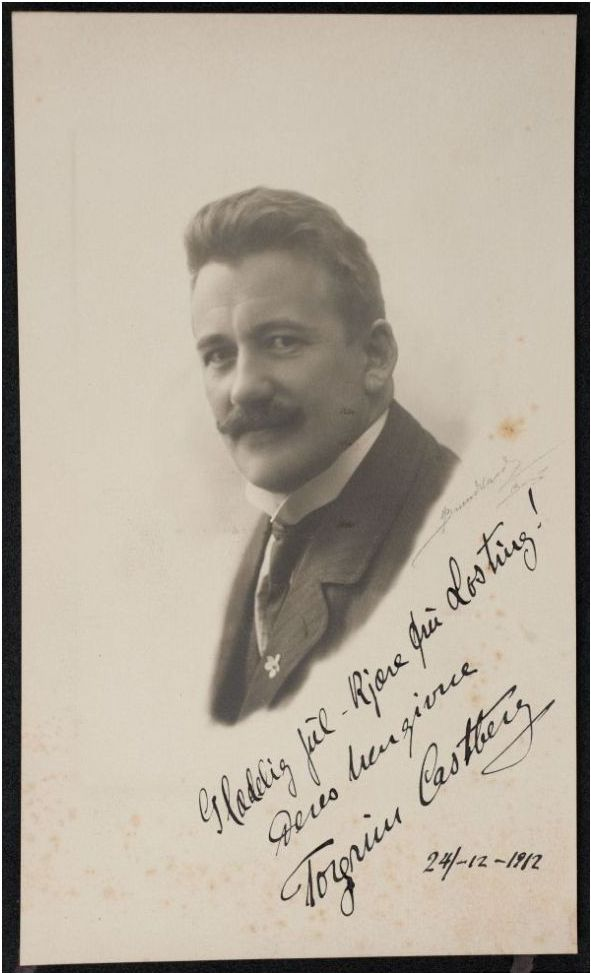
Torgrim Castberg, um 1912

Torgrim Castberg (* 9. September 1874 in Skien; † 17. Juni 1928 in Paris) war ein norwegischer Geiger, Musiklehrer und Musikdirektor „und eine zentrale Figur im Musikleben Bergens zu Beginn des 20. Jahrhunderts.“

## Familie
Die alte norwegische Familie Castberg hat seit dem 17. Jahrhundert immer wieder prominente Mitglieder hervorgebracht. Torgrims Vater Johan Christian Tandberg Castberg war Zollbeamter und ab 1871 in Skien ansässig. Dort wurde er Bürgermeister, gründete die Lokalzeitung Varden und saß für die Liberale Partei Venstre im Parlament.
Johan Christian Tandberg Castberg gründete mit Hanna Magdalena Frisak Ebbesen (1839–1881) eine auch für damalige Verhältnisse kinderreiche Familie. Hintereinander wurden geboren: Peter Harboe (* 1859), Anna Margrete (* 1860), Jørgen Ebbesen (* 1861), Johan (* 1862), Einar (* 1864), Gunnvar (* 1866), Erling (* 1867), Bjarne (* 1871), Hanna (* 1872), Torgrim (* 1874), Leif (* 1876) und Ragnhild (* 1878). Ein weiteres Kind, Sigrun (* 1888), stammt aus einer zweiten Ehe Johan Christians. Mehrere Geschwister von Torgrim Castberg wurden prominent: Johan Castberg war Richter und Politiker, mehrmals Minister, und er setzte 1915 die Gleichstellung unehelicher Kinder und die staatliche Bevorschussung der Alimente durch. Hanna Castberg war eine engagierte Frauenrechtlerin und Schriftstellerin. Leif Castberg war ein bekannter Rechtsanwalt und Lokalpolitiker in Gjøvik.

## Leben

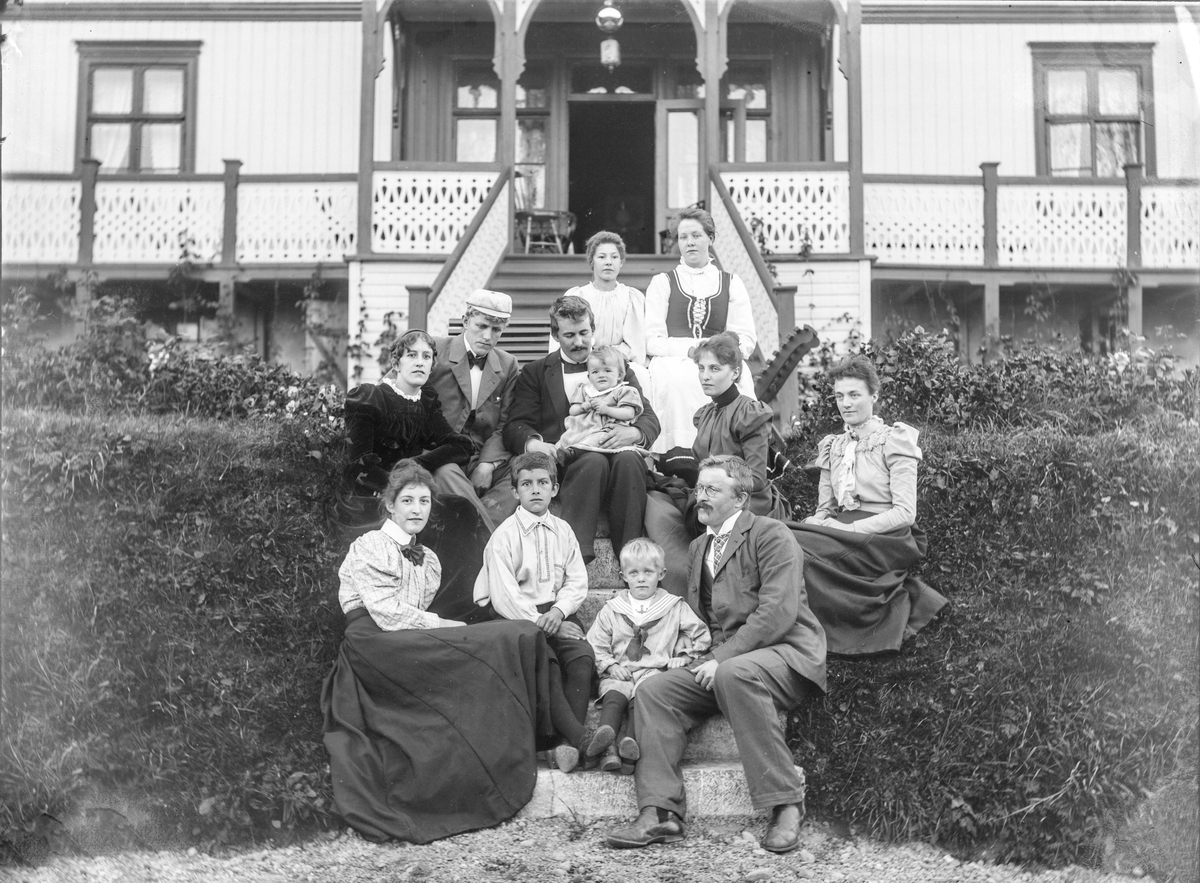
Foto der Familie Castberg kurz vor 1900: Johan Castberg (unten rechts sitzend), seine Ehefrau Karen Anker (ganz rechts sitzend), Frede Castberg (Kind im Matrosenanzug, vorne sitzend). In der zweiten Reihe Hanna Castberg, Leif Castberg (mit Hut), Torgrim Castberg (mit einem Kind auf dem Schoß), Katti Anker Møller (?).

Torgrim Castberg wurde am 29. September 1874 getauft und am 6. Oktober 1889 in der Vår Frue kirke in Trondheim konfirmiert.
Am 13. November 1896 heiratete er in Kopenhagen die etwas jüngere Ida Anker (* 9. Juli 1876 in Sagatun, Gemeinde Hamar; † 1945). Sie war die Tochter von Herman Anker (1839–1896), der 1864 die erste norwegische Volkshochschule gegründet hatte und von Marie Elisabeth („Mix“) Bojsen (1843–1892). Mit dieser Hochzeit wurde Torgrim Castberg zum Schwager der Frauenrechtlerin Katti Anker Møller und der Journalistin Ella Anker. Vier Jahre früher hatte Torgrims Bruder Johan die Schwester von Ida Anker geheiratet. 
Der Ehe von Torgrim und Ida Anker entsprangen fünf Kinder, die Töchter Katti Anker (* 1897 in Charlottenburg), Tordis Anker (* 1899 in Torsø herregård) und Ida (* 1903 in Bergen, als Kind verstorben), sowie die Söhne Svend Anker (* 1900 in Christiania (Oslo)) und Johan Christian (* 1911 in Bergen). Katti wurde später unter dem Namen Katti Wankel eine bekannte Publizistin, ihre Tochter Ba Børresen war Tänzerin und Theologin. Johan Christian Castberg trat schon als Kind mit seinem Vater als Geiger auf und war später als Illustrator und Porträtmaler tätig.

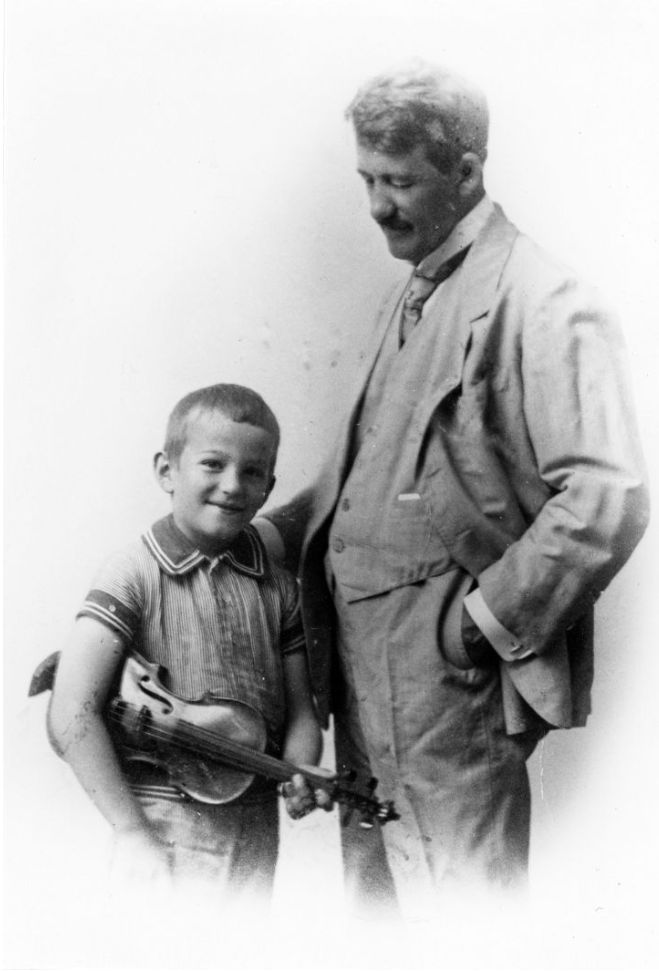
Torgrim Castberg und sein Sohn Johan Christian

Von 1900 bis zu seinem Tod war Torgrim Castberg mit seiner Familie in Bergen ansässig und wohnte hintereinander auf Hans Holmboesgade (1900), Kong Oskars Gade 77 (1903), Fosswinckelsgate 20 (1910) und Vestre Torvgate 5 (1920).
Im Juni 1928 hielt sich Torgrim Castberg mit seinem Sohn Johan Christian in Paris auf, als dieser erkrankte. „Während er ihn pflegte, vernachlässigte Torgrim Castberg eine nagende Wunde, die er sich am Fuß zugezogen hatte. Daraus entwickelte sich eine Blutvergiftung, die zum Tod führte. Er wurde in der schwedischen Kirche in Paris beigesetzt und am 19. Juni 1928 dort eingeäschert.“

## Karriere
Torgrim Castberg, der von seinem Großvater eine Amati-Geige geerbt hatte, begann als 9-Jähriger mit dem Geigenspiel. In den ersten Jahren erhielt er Unterricht von Gudbrand Bøhn. Im Alter von 17 Jahren (1891) erhielt er, empfohlen von Edvard Grieg, ein Houen-Stipendium und reiste für drei Jahre nach Paris, wo er von Martin Marsick, einem Professor am Pariser Konservatorium, unterrichtet wurde. Ab 1895 studierte er in Berlin bei Carl Markees und Robert Kahn, beide Professoren an der Königlichen Hochschule für Musik. „1897 gab er sein erstes Konzert in Christiania, wo er sich als vielversprechender Geiger erwies. Doch erst als Geigenlehrer sollte er eine Rolle spielen.“
Im November 1900 wurde Torgrim Castberg in Bergen Konzertmeister des Orchesters „Harmonien“ (offiziell Musikselskabet Harmoniens Orkester, seit 1978 Bergen Filharmoniske Orkester genannt). Vorübergehend war das Harmonien mit dem Orchester Musikforeningen fusioniert (1901–1903), was deren prekäre Lage aber nicht verbessern konnte. Bis zum Jahre 1919, als das Orchester reorganisiert werden konnte, wurden nur wenige Konzerte aufgeführt.

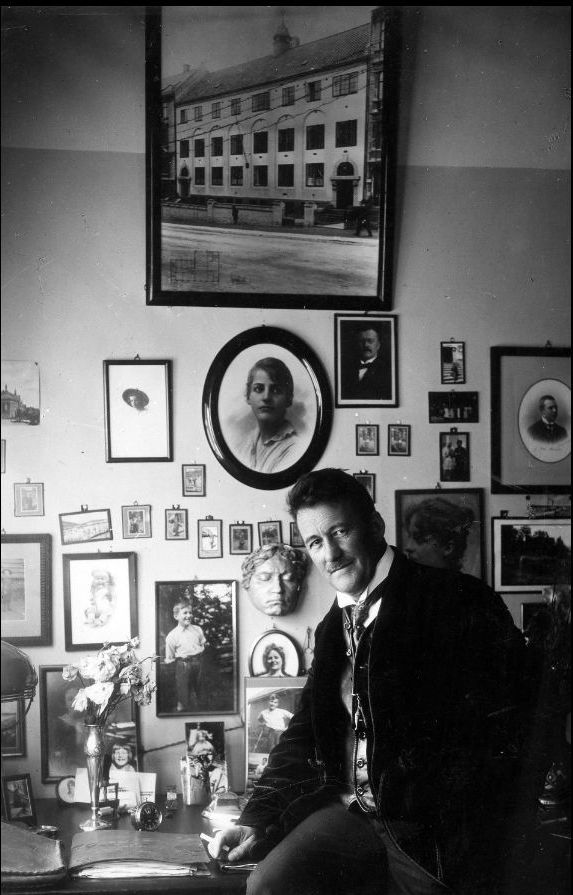
Torgrim Castberg privat

Torgrim Castberg bemühte sich um eine weitere Wirkungsstätte und konnte im Herbst 1905, mit Unterstützung von Fridtjof Sundt und anderen Unternehmern, die Musikakademie in Bergen (Musikakademiet i Bergen) gründen, das spätere Musikkonservatorium Bergen (Bergen Musikkonservatorium). Das schnell wachsende Unternehmen hatte 1913 bereits fast 500 Studenten. Das daraus resultierende Platzproblem wurde durch den Neubau des Musikens Hus in der Vestre Torvgate im Stadtzentrum gelöst. Das Gebäude verfügte auch über einen Konzertsaal.
„Die Musikakademie war ein breit angelegtes Programm, das sich speziell an Kinder und Jugendliche richtete und das erste seiner Art im Lande war. Castberg war ein moderner Pädagoge und legte Wert darauf, den Unterricht spannend zu gestalten. Von klein auf sollten die Kinder nicht nur ein Instrument beherrschen, sondern auch Musiktheorie und Musikgeschichte lernen. Das Zusammenspiel und die Mitwirkung in Orchestern und Chören standen im Mittelpunkt des Unterrichts. Die Akademie bot Unterricht in allen Instrumenten sowie in Gesang, Komposition und Plastik (Entspannungs- und Atemtechniken) an.“ Die bekanntesten ehemaligen Schüler der Akademie sind der Komponist Harald Sæverud und der Dirigent Johann Ludwig Mowinckel junior.
Torgrim Castberg leitete die Musikakademie als Direktor bis zu seinem Tod. 1980 erhielt die Akademie den Status einer staatlichen Hochschule (was Castberg bereits 1913 vorgeschlagen hatte) und 1995 wurde sie in Grieg-Akademie (Griegakademiet) umbenannt und in die Universität von Bergen eingegliedert. (Bis 1973 gab es keine Musikhochschule (musikkhøyskole) in Norwegen; in diesem Jahr wurde die erste in Oslo gegründet.)
„Torgrim Castberg war bestrebt, das Wissen über Musik im Allgemeinen und über norwegische Musik im Besonderen zu verbreiten. Er hielt zahlreiche Vorträge im ganzen Land, schrieb Artikel und hielt Vorträge im Radio. In den 1920er Jahren schrieb er regelmäßig Musikkritiken für Morgenavisen.“

## Kompositionen
(Quelle: )
- Chanson sans paroles für Violine und Klavier, 1915
- 3 Sange: Høstvise | Gute Nacht | Mit hjerte er et Guldskrin für Singstimme und Klavier, 1900.[12]
- Vier Lieder nach Bjørnstjerne Bjørnson
- Berceuse, Uraufführung Kristiania, 1901